# Sicz Poleska

Logo organu prasowego Siczy Poleskiej „Hajdamaka”

Sicz Poleska (ukr. Поліська Січ) – ukraińska konspiracyjna formacja zbrojna podczas II wojny światowej, istniejąca w okresie jesień 1940 – wrzesień 1943. W latach 1942–1943 organizacja przejściowo nosiła nazwę Ukraińska Powstańcza Armia (tzw. Pierwsza UPA), a od sierpnia 1943 roku Ukraińska Armia Ludowo-Rewolucyjna.

## Zarys historyczny
Od jesieni 1940 na okupowanym przez Sowietów Wołyniu (powiaty kostopolski i sarneński) na polecenie Andrija Liwickiego, prezydenta Ukraińskiej Republiki Ludowej na uchodźstwie, Taras Boroweć, (ps. Taras Bulba), były działacz ruchu petlurowskiego rozpoczął organizację ukraińskiej konspiracji antysowieckiej i pojawiły się pierwsze oddziały partyzanckie tej konspiracji.
Po wybuchu wojny niemiecko-sowieckiej w czerwcu 1941, uaktywniły się jako tzw. Sicz Poleska. Początkowo atakowały wycofujące się oddziały Armii Czerwonej i uciekających funkcjonariuszy partyjnych wraz z rodzinami. Z tego względu były czasowo tolerowane przez Niemców, ale jako formacja quasi-policyjna, a nie zalążek ukraińskiej armii, jak projektował Bulba-Boroweć.
Jednakże już 16 listopada 1941 niemieckie władze okupacyjne cofnęły uznanie dla oddziałów Siczy Poleskiej. W rezultacie część Ukraińców złożyła broń, zaś pozostali rozeszli się do domów, zabierając broń ze sobą. Ich przywódca, w obawie przed aresztowaniem przez Niemców, ukrył się wraz z kilkunastoma współpracownikami, mianował się głównym ukraińskim atamanem i rozpoczął działalność podziemną, organizując na nowo zbrojne formacje partyzanckie. W jego sztabie główne funkcje obsadzali b. oficerowie Ukraińskiej Republiki Ludowej. Nawiązał też współpracę z odłamem Organizacji Ukraińskich Nacjonalistów (OUN) kierowanym przez Andrija Melnyka (melnykowcy), który skierował do siczowców swoich doradców. W 1942, T. Bulba-Boroweć swoje oddziały nazwał Ukraińską Powstańczą Armią, nawiązując w ten sposób do nazwy antysowieckiej partyzantki URL z lat 20. XX wieku, która walczyła po wojnie polsko-bolszewickiej na wschodniej Ukrainie.
Organami prasowymi siczowców były pisma: „Hajdamaka” i „Oborona Ukrajiny”. UPA T. Bulby-Borowcia działała na stosunkowo niewielkim obszarze Wołynia i Polesia Wołyńskiego, tj. powiatach sarneńskim, kostopolskim i północnej części rówieńskiego. Głównym jej zadaniem było zwalczanie partyzantki sowieckiej. 
W sierpniu 1943, większość ich oddziałów została siłą przyłączona do formacji tworzonych przez odłam OUN Stepana Bandery, który zresztą przyjął dla nich dotychczasową nazwę siczowców – Ukraińska Powstańcza Armia. W tej sytuacji Taras Bulba-Boroweć przemianował resztki swojej organizacji na Ukraińską Armię Ludowo-Rewolucyjną (UNRA), ale już miesiąc później, po ataku banderowców na jej sztab, uległa ona rozproszeniu. Sam Bulba-Boroweć został podstępem aresztowany przez Niemców i umieszczony w obozie koncentracyjnym Sachsenhausen (w tzw. Zellenbau - oddziale dla specjalnych więźniów).

## Program
UPA Bulby-Borowcia uznawała zwierzchnictwo prezydenta Ukraińskiej Republiki Ludowej na wygnaniu Andrija Liwickiego. Jej politycznym skrzydłem była Ukraińska Partia Ludowo-Demokratyczna, współtworzona przez secesjonistów z OUN pod wodzą Iwana Mitryngi. Siczowcy głosili radykalizm społeczny w stylu rewolucji bolszewickiej. Potępiali dyktatorskie zapędy OUN, reprezentując też bardziej umiarkowane stanowisko wobec mniejszości narodowych; Taras Bulba-Boroweć otwarcie potępiał masakry ludności polskiej organizowane przez banderowców (dwa listy otwarte do przywódców odłamu banderowskiego OUN).

## Struktura organizacyjna
Struktura Siczy Poleskiej wyglądała następująco. Największymi jednostkami było 5 tzw. latających brygad, które dzieliły się na sotnie (liczące co najmniej 100 ludzi). Te były podzielone na małe, ruchliwe, operacyjne grupy, liczące po 5-10 partyzantów.
Sicz Poleska dzieliła się na:
- kureń garnizonowy w Olewsku,
- kureń olewski (lotny),
- kureń ludwipolski,
- kureń rokitnowski,
- oddziały milicji.